# Schapenscheerder

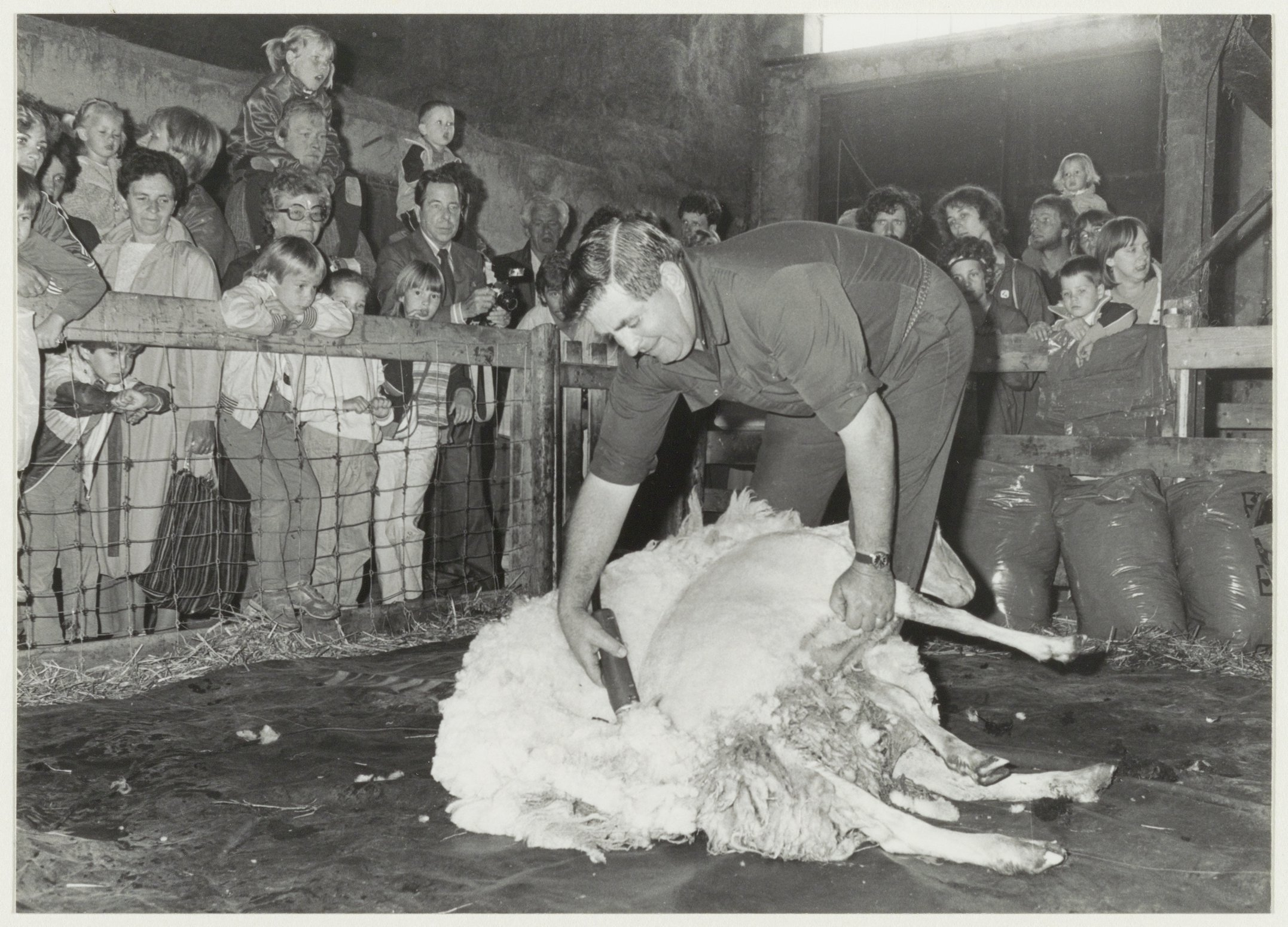
Schapenscheerder aan het werk

Een schapenscheerder is een ambachtsman gespecialiseerd in het scheren van schapen.

## Scheertechniek
Schapen worden voor het scheren enkele dagen in de stal gehouden, opdat ze goed droog zijn. Dit bevordert een goede scheerbeurt.
Het scheren zelf is specialistisch en zwaar werk dat relatief tijdrovend is. Een schaap dient echter vlot geschoren te worden. Dat is niet alleen economisch, maar ook belangrijk om stress bij schapen te voorkomen. Terwijl een schapenscheerder vroeger alleen een schaar gebruikte voor het scheren, wordt hiertoe tegenwoordig bijna uitsluitend een tondeuse gebruikt.
Schapen moeten minimaal één keer per jaar, dat is dan in de periode van voorjaar tot vroege zomer, geschoren worden. Sommige schapenhouders kiezen er voor om de schapen twee keer per jaar te laten scheren om mogelijke gezondheidsproblemen zoals myiasis te voorkomen. Deze extra scheerbeurt noemt men ook wel winterscheer. Als schapen te vroeg geschoren worden kunnen er aan het einde van de zomer problemen ontstaan, omdat dan de vacht te veel aangegroeid kan zijn, waardoor alsnog problemen kunnen ontstaan met myiasis. 
Het winterscheren van schapen is lastiger dan in de zomer, doordat het vet tussen de vacht in de winter minder vloeibaar is dan in de zomer. Daarnaast bestaan er meer risico's voor de schapen met betrekking tot een mogelijke darmverdraaiing (maagtorsie), die fataal kan aflopen, en een mogelijke draaiing van de baarmoeder.

## De schapenscheerder in de economie
De meeste schapenscheerders zijn zelfstandig ondernemers en werken voor verschillende opdrachtgevers. Omdat het scheren van schapen specialistisch, zwaar en relatief tijdrovend is huren grote schapenhouders meestal schapenscheerders in. Een goede gespecialiseerde schapenscheerder kan zomaar vijfendertig schapen per uur scheren.
De meeste schapenscheerders bieden overigens ook andere diensten aan, zoals klauwverzorging, ook wel rundveepedicure genoemd. Deze taak komt neer op het kappen en verzorgen van hoeven. Hoefverzorging is erg belangrijk voor de gezondheid van het vee.

## Het wolproduct
Omdat wol in de meeste gevallen verkocht zal worden is het belangrijk dat de wol tijdens het scheren er in de volle lengte afkomt. De beste kwaliteit wol wordt zuivere scheerwol genoemd. Dit is wol dat afkomstig is van de eerste schering van gezonde schapen dat direct verwerkt is na de scheerbeurt. Zuivere scheerwol kenmerkt zich door de natuurlijke glans van de vezels. Mindere kwaliteit wol heeft geen of bijna geen glans.
De wol wordt in de meeste gevallen opgekocht worden door textielfabrikanten. Ondanks de introductie van veel synthetische en andere natuurlijke vezels zoals katoen is wol nog steeds een populair product voor een scala aan toepassingen, zoals bijvoorbeeld als isolatiemateriaal voor de woningbouw. 